# Passa Tempo
Passa Tempo este un oraș în Minas Gerais (MG), Brazilia.